# Ekzarh Iosif, Ruse
Ekzarh Iosif (în bulgară Екзарх Йосиф) este un sat în comuna Borovo, regiunea Ruse,  Bulgaria. 

## Demografie
Componența etnică a satului Ekzarh Iosif
     Turci (1,5%)
     Bulgari (95,48%)
     Nicio identificare (3%)
     Altele (0%)
La recensământul din 2011, populația satului Ekzarh Iosif era de 532 locuitori. Din punct de vedere etnic, majoritatea locuitorilor (95,48%) erau bulgari, cu o minoritate de turci (1,5%). Pentru 3,0% din locuitori nu este cunoscută apartenența etnică.